# Приходько, Назар Ксенофонтович
Наза́р Ксенофо́нтович Прихо́дько (14 ноября 1915, Ольховка, Иманский уезд, Приморская область, Российская империя — 16 августа 1984, Владивосток, СССР) — советский танкист. Участник Великой Отечественной войны. Герой Советского Союза (1943). Старшина.

## Биография
Назар Ксенофонтович Приходько родился 14 ноября 1915 года в селе Ольховка Успенской волости Иманского уезда Приморской области Российской империи (ныне село Кировского района Приморского края Российской Федерации) в семье украинских крестьян, переселившихся в Приморье из Левобережной Украины во время столыпинской аграрной реформы. Украинец. Образование 7 классов неполной средней школы. Трудовую деятельность начал в колхозе «Верный путь». Затем переехал во Владивосток и устроился на Дальзавод, где до начала Великой Отечественной войны работал слесарем.
В ряды Рабоче-крестьянской Красной Армии Н. К. Приходько был призван Ленинским районным военкоматом города Владивостока в июле 1941 года. Назар Ксенофонтович окончил курсы механиков-водителей, затем совершенствовал своё мастерство в запасном танковом полку. В марте 1942 года его направили в город Горький, где началось формирование 183-й танковой бригады. В действующей армии красноармеец Н. К. Приходько с мая 1942 года в должности механика-водителя танка 398-го танкового батальона 183-й танковой бригады 10-го танкового корпуса. В боях с немецко-фашистскими захватчиками Назар Ксенофонтович с 11 июля 1942 года на Западном фронте. Боевое крещение принял в бою за деревню Котовичи Людиновского района Калужской области. Почти полностью укомплектованный новобранцами, 10-й танковый корпус не показал хороших боевых результатов и в сентябре 1942 года был выведен в резерв для боевой учёбы. Поздней осенью 1942 года он был переброшен на Юго-Западный фронт, где в январе — феврале 1943 года участвовал в операции «Скачок». В боях корпус понёс большие потери и в марте 1943 года был выведен на доукомплектование.
7 июля 1943 года 10-й танковый корпус был передан Воронежскому фронту. Во время оборонительной фазы Курской битвы он входил в оперативный резерв фронта и был введён в сражение уже в ходе Белгородско-Харьковской операции в полосе наступления 40-й армии. После разгрома немецко-фашистских войск на Курской дуге красноармеец Н. К. Приходько принимал участие в Сумско-Прилукской фронтовой операции Битвы за Днепр, в составе своего подразделения освобождал город Переяслав. Особо отличился в боях за расширение плацдарма на правом берегу Днепра.
Оставляя Левобережную Украину, немецко-фашистские войска рассчитывали закрепиться на заранее подготовленном рубеже обороны, получившем название «Восточный вал». Советское командование со своей стороны стремилось форсировать Днепр и закрепиться на плацдармах на правом берегу реки до того, как противник произведёт перегруппировку сил и подтянет резервы. После освобождения Переяслав-Хмельницкого перед 183-й танковой бригадой 10-го танкового корпуса была поставлена задача переправиться на плацдарм, захваченный частями 309-й стрелковой дивизии южнее Киева у хутора Монастырёк. Одним из первых места переправы 23 сентября 1943 года достиг экипаж лейтенанта Ю. М. Сагайдачного, механиком-водителем в котором служил красноармеец Н. К. Приходько. Под покровом темноты сапёры стали переправлять танк на понтоне, но осколками снаряда переправочное средство было повреждено. Только благодаря умелым действиям механика-водителя боевая машина смогла удержаться на понтоне и благополучно достичь правого берега. В боях на плацдарме красноармеец Приходько демонстрировал исключительное мужество, мастерство и воинскую смекалку, обеспечивая экипажу возможность ведения прицельного огня. Его танк появлялся в разных местах всегда неожиданно для врага и уничтожал его огневые средства и живую силу. 12 октября 1943 года при штурме высоты 176,2 Назар Ксенофонтович, умело используя рельеф местности, по небольшой лощине сумел незаметно подвести танк к немецким позициям. Смело ворвавшись в расположение противника, он гусеницами раздавил пулемётное гнездо с расчётом, мешавшее продвижению стрелковых подразделений, и перепахал немецкие траншеи. Во время одной из атак танк Приходько глубоко врезался во вражескую оборону и попал в танковую засаду. Умело маневрируя на поле боя, Назар Ксенофонтович сумел вывести боевую машину из под обстрела. Всего за время боёв на правом берегу Днепра экипаж танка, механиком-водителем которого воевал Н. К. Приходько, огнём орудия, пулемётов и гусеницами уничтожил 2 противотанковых орудия, 1 миномётную батарею, 3 станковых и 5 ручных пулемётов и свыше 60 солдат и офицеров вермахта. За успешное форсирование реки Днепр южнее Киева, прочное закрепление плацдарма на западном берегу реки Днепр и проявленные при этом отвагу и геройство указом Президиума Верховного Совета СССР от 23 октября 1943 года красноармейцу Приходько Назару Ксенофонтовичу было присвоено звание Героя Советского Союза.
В ноябре 1943 года 10-й танковый корпус был выведен в резерв Ставки Верховного Главнокомандования, где оставался до осени 1944 года. На фронт Н. К. Приходько вернулся уже старшиной. В сентябре — октябре 1944 года на 3-м Прибалтийском фронте он участвовал в Рижской операции, в составе экипажа младшего лейтенанта В. В. Пономарёва освобождал город Валмиеру, прорывал четыре линии немецкой обороны на пути к Риге. Затем на 2-м Прибалтийском фронте участвовал в блокаде Курляндской группировки противника. В январе 1945 года 10-й танковый корпус был включён в состав 5-й гвардейской танковой армии. На 2-м и 3-м Белорусских фронтах Н. К. Приходько принимал участие в Восточно-Прусской операции. В марте 1945 года 10-й танковый корпус был выведен в резерв и на фронт уже не вернулся. После окончания Великой Отечественной войны старшина Н. К. Приходько демобилизовался и вернулся во Владивосток. До выхода на пенсию работал мастером на Дальзаводе. 16 августа 1984 года Назар Ксенофонтович скончался. Похоронен в мемориальной зоне Морского кладбища Владивостока.

## Награды
- Медаль «Золотая Звезда» (23.10.1943);
- орден Ленина (23.10.1943);
- орден Красной Звезды (28.09.1944);
- орден Славы 3-й степени (17.01.1944);
- медали.

## Память
- Именем Героя Советского Союза Н. К. Приходько названа улица во Владивостоке.
- Мемориальная доска в честь Героя Советского Союза Н. К. Приходько установлена во Владивостоке по адресу: улица Приходько, 2.

## Документы
- Общедоступный электронный банк документов «Подвиг Народа в Великой Отечественной войне 1941—1945 гг.» Дата обращения: 5 апреля 2013. Архивировано из оригинала 13 марта 2012 года.

Представление к званию Героя Советского Союза и указ ПВС СССР о присвоении звания. Дата обращения: 5 апреля 2013. Архивировано 19 апреля 2013 года.
Орден Славы 3-й степени (наградной лист и приказ о награждении). Дата обращения: 5 апреля 2013. Архивировано 19 апреля 2013 года.
Орден Красной Звезды (наградной лист и приказ о награждении). Дата обращения: 5 апреля 2013. Архивировано 19 апреля 2013 года.